# Grok
Grok è un neologismo della lingua inglese, nato ed usato prevalentemente negli anni sessanta in relazione alla cultura hippy ed ancora in uso nell'ambito informatico, che significa avere assimilato pienamente il concetto. In italiano viene adattato in groccare.
Nello specifico, grok o groccare significa avere completamente compreso, assimilato e fatto proprio, quasi digerito, un argomento o un concetto ed averlo reso parte di sé, per un suo ulteriore sviluppo. Il modo di dire groccare la pienezza indica il compimento del groccare, l'incorporazione finale del concetto.
Il verbo ("grokkare") fu inventato da Robert A. Heinlein nel suo romanzo Straniero in terra straniera dove era una parola marziana che significava letteralmente "bere" e, per senso traslato, figurativamente "comprendere", "amare" o "essere uno con".